# New Faces-New Sounds (Wynton Kelly)
New Faces-New Sounds è il primo album discografico di Wynton Kelly, pubblicato negli USA nel 1953.

## Tracce
1. Cherokee – 3:04 (Ray Noble)
2. Crazy He Calls Me – 3:11 (Bob Russell e Carl Sigman)
3. Blue Moon – 3:07 (Richard Rodgers e Lorenz Hart)
4. Born to the Blue – 3:20 (Mel Tormé
Robert Wells (2))
5. Moonlight in Vermont – 3:19 (John Blackburn
Karl Suessdorf)
6. There’ll Never Be Another You – 2:57 (J. Meany)
7. I've Found a New Baby – 2:48 (Jack Palmer (4)
Spencer Williams (2))
8. Goodbye – 2:42 (Gordon Jenkins)

## Formazione
- Wynton Kelly: piano
- Franklin Skeete: basso
- Oscar Pettiford: basso
- Lee Abrams. batteria